# Angélique et le Roy
Pour les articles homonymes, voir Angélique.
Série
Merveilleuse Angélique
(1965) Indomptable Angélique
(1967)
Pour plus de détails, voir Fiche technique et Distribution.
Angélique et le Roy est un film franco-italiano-ouest-allemand de Bernard Borderie, sorti en 1966.

## Synopsis
Angélique s'est mariée dans le précédent volet à son cousin Philippe de Plessis-Bellières. Le film s'ouvre sur la guerre que mène Louis XIV dans les Flandres, et où le mari d'Angélique a été gravement blessé. Sur son lit de mort, il demande au roi de ne pas lui prendre sa femme, seule chose sur laquelle il n'ait pas de pouvoir.
Au terme de son deuil officiel, le monarque envoie François Desgrez tirer la belle veuve de ses robes noires pour lui confier une mission secrète dont elle ignore la teneur. Réticente, Angélique part pourtant pour Paris, où le roi dédaigne Madame de Montespan pour retrouver sa nouvelle espionne, dont la beauté l'éblouit toujours autant.
Sa mission : convaincre par ses charmes l'ambassadeur de Perse de se rendre à Versailles y signer un traité avec les Français plutôt que les Moscovites, comme il était alors prévu. Pour la convaincre tout à fait, Louis XIV lui rend le titre de propriété de l'hôtel particulier de Joffrey de Peyrac, dans lequel elle se rend. Des signes lui font bientôt battre le cœur : repas frais, lumière, laboratoire. Elle est persuadée que Joffrey est vivant et vit ici à l'insu de tous. Mais un vieillard brise ses espoirs : il s'appelle Savary, est alchimiste, vit ici et avait une grande admiration pour son mari, mais affirme avoir vu de ses yeux son cadavre brûler en place de Grève comme tout le monde. Desgrez fait alors son apparition et lui apprend où trouver le bey, pour commencer la mission que lui a confiée le roi.
Le traducteur du roi auprès de l'ambassadeur, Saint-Amon, est d'une inefficacité et d'une maladresse notoires, mais il est le seul homme de la Cour à parler le persan. Elle le retrouve à Suresnes, lors d'un supplice dont Zoukim Batchiary Bey se délecte, ce qui amène Angélique à proférer contre lui des insultes. Étonné, le bey demande à la marquise de le suivre chez lui, d'où il chasse Saint-Amon, pourtant chargé de ne jamais laisser la marquise seule avec le bey. Le roi ne manquera pas de reprocher au traducteur son incompétence, le privant de pension et de titre, puis envisage même d'envoyer une armée chercher Angélique, dont le sort l'inquiète grandement : toutes les femmes blondes qu'on avait offertes à l'ambassadeur ont été repêchées, gorge tranchée, dans la Seine.
Pendant ce temps, Angélique fait la farouche dans la chambre du bey. Une servante entre avec un plateau et le renverse, sur un signe du maître des lieux, sur la robe de la marquise, que l'ambassadeur contraint à se vêtir d'une robe de son pays, beaucoup plus légère et affriolante. Mais lorsqu'Angélique constate que cette même servante obéissante se fait fouetter pour avoir sali sa robe, son geôlier lui explique qu'en Perse le problème du choix ne se pose pas comme en Europe : pour lui en donner la preuve, il déchire sa robe de marquise, lui prouvant qu'elle est tout à fait sa prisonnière.
Lorsqu'il essaie d'abuser d'elle, Angélique le menace d'un poignard, mais ne se résout pas à devenir une meurtrière, fondant en larmes. Leur entretien est alors interrompu par des ravisseurs qui tentent de tuer l'ambassadeur, mais la marquise arrête leur geste, avant de se faire enlever par eux. Son ravisseur se présente comme Vladimir Stanislas Racoczi, beau-frère du roi en disgrâce, mais pourtant secrètement mandaté par lui pour ôter Angélique des griffes de l'ambassadeur de Perse. Il lui fait aussitôt sa demande de mariage, que la belle rejette en riant.
Pendant ce temps, l'ambassadeur est furieux et demande la tête du ravisseur d'Angélique ; il s'apprête à quitter la France, mais celle-ci arrive pour l'arrêter : elle le réprimande de ses manières, mais le bey conquis la supplie de lui indiquer où la retrouver. Elle l'invite donc à Versailles pour signer le traité.
L'ambassadeur s'exécute et offre au monarque de nombreux cadeaux. Louis XIV souhaitant lui en offrir un en retour, l'ambassadeur réclame comme présent la marquise de Plessis-Bellières. Pour sauver Angélique, Colbert prétend devant le bey, Madame de Montespan et la Cour entière, qu'elle est la favorite en titre du roi, ce qui provoque un tollé général, et le triomphe de la marquise. Entre-temps, Racoczi en cavale se réfugie chez Angélique avec qui il partage la couche cette nuit-là.
Invitée à dormir à Versailles, Angélique occupe la chambre privilégiée, celle de Madame de Montespan, qui contient un couloir permettant d'accéder aux appartements du roi. Desgrez vient cependant la mettre en garde : soupçonnant des actes malveillants à son encontre, il a feint de renverser le sorbet qui lui était destiné dans la cuisine, et le chien qui a léché le tout est mort en deux minutes. Quoiqu'il la conjure de partir avant de rendre l'âme, elle va rejoindre le roi qui l'a convoquée. Elle se refuse à lui, qui lui apprend que Joffrey n'est pas mort sur le bûcher mais noyé : il l'avait fait remplacer par le cadavre d'un autre condamné et embarquer en bateau, mais le comte de Peyrac s'est enfui et a été englouti par les eaux. Angélique ne croit pas que son grand amour ait pu être vaincu par les eaux et décide de rentrer chez elle. Au moment de se coucher, elle manque de peu d'être assassinée par contact de sa robe de chambre imbibée d'un poison foudroyant ; interrogeant sa servante complice de cette tentative, elle lui arrache le nom du commanditaire : Mademoiselle des Œillets.
Elle charge le nain Barcarole de mener enquête sur celle-ci, dont il apprend qu'elle s'est rendue chez une dame dénommée La Voisin, réputée pour être le Diable en personne. Ils se rendent au rendez-vous suivant, le lendemain à minuit : ils assistent alors à une messe noire, où Madame de Montespan pactise avec le Malin pour conserver l'amour du roi et son exclusivité. Au moment où un prêtre est sur le point de sacrifier un petit bébé, Angélique se manifeste et se fait poursuivre par la compagnie. Au cours de leur fuite, Barcarole est tué.
La marquise se réfugie chez François Desgrez et lui révèle tout, mais celui-ci lui apprend que s'il n'est pas ignorant de ces pratiques, il n'en a pourtant aucune preuve, et se montre assez indifférent à la mort d'un enfant qu'on était allé chercher chez des gitans. Il lui révèle cependant qu'il a la preuve que Joffrey est en vie : il l'emmène au cimetière des Innocents, dans lequel un puits mène au jardin de la propriété de Joffrey, où il a trouvé un coffre ayant contenu l'argent du comte, que celui-ci serait venu chercher.
Angélique dort dans la propriété. Pendant la nuit, Joffrey fait une apparition et vient contempler le sommeil calme de sa bien-aimée. Mais au moment de son départ, il surprend un homme se dirigeant vers la chambre d'Angélique couteau à la main : cet assassin est envoyé par La Voisin et le prêtre de la messe noire pour faire taire le témoin de leurs agissements sataniques. Joffrey se débarrasse de l'importun, mais le bruit réveille Angélique : elle voit son mari, qui pourtant s'enfuit dans le souterrain, qu'il condamne.
Le lendemain matin, Savary lui confie une lettre que lui a remis le comte, dont il est le complice depuis longtemps. Dans celle-ci, Joffrey explique à Angélique qu'il a fui pour la laisser vivre heureuse, loin d'un banni en fuite. Comme elle n'a jamais été raisonnable, et qu'elle ne l'est toujours pas, elle part sur le champ le retrouver en compagnie de Savary, en direction du Midi où il se rendait.

## Fiche technique
- Titre original : Angélique et le Roy
- Réalisation : Bernard Borderie
- Assistant réalisateur : Tony Aboyantz
- Scénario : Alain Decaux, Bernard Borderie, Francis Cosne, d'après le roman d'Anne et Serge Golon
- Dialogue : Pascal Jardin
- Décors : Robert Giordani
- Costumes : Rosine Delamare
- Photographie : Henri Persin
- Son : René Sarazin
- Musique : Michel Magne
- Montage : Christian Gaudin
- Production : Francis Cosne, Raymond Borderie
- Sociétés de production : 
  - France : Francos-Films, CICC
  - Italie : Fonoroma
  - RFA : Gloria-Film GmbH
- Pays de production :  France,  Italie et  Allemagne de l'Ouest
- Langue originale : français
- Format : couleur — 35 mm — 2,35:1 — son Mono
- Genre : film d'aventure, film historique
- Durée : 100 minutes
- Dates de sortie : France : 31 janvier 1966
- Affiche : Yves Thos[réf. nécessaire]

## Distribution
- Michèle Mercier : Angélique de Plessis-Bellière
- Jean Rochefort : François Desgrez / voix du narrateur
- Jacques Toja : Louis XIV
- Sami Frey : Zoukim Batchiary Bey
- Estella Blain : Madame de Montespan
- Claude Giraud : Philippe de Plessis-Bellière
- Philippe Lemaire : le marquis de Vardes
- Fred Williams  (V.F. : Charles Millot) : Vladimir Stanislas Racoczi
- Pasquale Martino  (V.F. : Georges Chamarat) : Savary
- Jean Parédès : Saint-Amon
- Roberto (it) (VF : Jacques Balutin) : le nain Barcarole
- Michel Galabru : Bontemps
- René Lefebvre : Jean-Baptiste Colbert, contrôleur général des finances
- Carole Lebesque : Des Œillets
- Ann Smyrner : Thérèse
- Joëlle Bernard : La Voisin
- Robert Hossein : Joffrey de Peyrac
- Jacques Hilling : M° Molines
- Robert Favart : Le chirurgien
- Michel Thomass : M. de Bonchef, bourreau.
- Claire Athana : La reine Marie-Thérèse
- Jean Lefebvre : L'apothicaire et un courtisan.
- Jean Degrave : Le domestique d'Angélique
- Frederico Boïdo : Jean Pourri
- Dany Jacquet : Une dame de la cour
- Robert Berri : Le sorcier
- Dominique Zardi : Un homme de main
- Jean Gold : Un courtisan
- Valérie Boisgel

## Filmographie d'Angélique
La série des Angélique, qui comporte cinq films réalisés par Bernard Borderie, a été un énorme succès commercial lors de sa sortie et plusieurs dizaines de fois rediffusée à la télévision depuis.
- 1964 : Angélique, Marquise des anges
- 1965 : Merveilleuse Angélique
- 1966 : Angélique et le Roy
- 1967 : Indomptable Angélique
- 1968 : Angélique et le Sultan